# 阿根廷足球联赛系统
阿根廷足球联赛系统（西班牙語：Campeonatos argentinos de fútbol）是阿根廷足球协会所组织的足球比赛体系。

## 男子足球
阿根廷足球协会及其前身组织所组织的联赛自1893年开始定期举办，但由阿根廷超级联赛组织的2017—18赛季和2019—20赛季除外。特别值得一提的是1891年由阿根廷足球联赛协会组织的首届赛季不受到现在阿根廷足协承认，可其比赛成绩被记入统计数据中。
阿根廷足球联赛可以分为两大时期，首先是1891年至1934年的业余时期，以及从1931年开始的职业时期（1931年与1934年两个时期并行）。
在1960年代末，为使比赛规范化，阿根廷足球协会非直属会员也被整合进国家竞争体系中。自1967年开始，除了更名为阿根廷足球大都会联赛的常规赛事，还额外举办国家联赛、地区杯赛和推广杯（后停办）。而且根据1979年8月15日颁布的第1309号决议，允许自1980年开始对于连续三届国家联赛中有两届进入决赛的非直属会员，参加一级联赛的常规杯赛。最终，随着1986年全国乙级联赛的创立，非直属会员开始定期参与阿根廷最高级别比赛。

### 联赛体系
在甲级联赛和第二级别联赛（全国联赛）之下，联赛分为两个不同的分支。第一个分支包括乙级联赛、丙级联赛、丁级联赛，代表阿根廷足球协会直属会员的升降路线，该分支因为只属于布宜诺斯艾利斯市及周边地区俱乐部以及罗萨里奥、大拉普拉塔、圣菲、萨拉特、坎帕纳、卢汉、胡宁、罗德里格斯将军、卡努埃拉斯、皮拉尔和梅塞德斯的21个俱乐部参加，所以常被称为“大都会区”（Metropolitana）。另一分支包含联邦甲级锦标赛和联邦业余地区锦标赛，代表各地区联赛的非直属会员的升降路线。参赛俱乐部来自全国其他地区并有阿根廷足球协会内部机构阿根廷足球联邦理事会监督。阿根廷足球丁级联赛之下并无更低级别。 
阿根廷足球联赛系统组织如下：
| 级别 | 联赛                                                | 联赛                                                          |
| ---- | --------------------------------------------------- | ------------------------------------------------------------- |
| 1    | 阿根廷足球甲级联赛（Primera División de Argentina） | 阿根廷足球甲级联赛（Primera División de Argentina）           |
| 2    | 阿根廷足球全國聯賽（Primera B Nacional）            | 阿根廷足球全國聯賽（Primera B Nacional）                      |
| -    | 直属会员                                            | 非直属会员                                                    |
| 3    | 阿根廷足球乙级联赛（Primera B）                     | Torneo Federal A                                              |
| 4    | 阿根廷足球丙级联赛（Primera C）                     | 联邦业余地区锦标赛（Torneo Regional Federal Amateur）         |
| 5    | Torneo Promocional Amateur                          | 阿根廷足球地区联赛（Ligas regionales de fútbol en Argentina） |

### 历史沿革
| 阿根廷足球联赛系统历史图（1891年至今） |                                 |                                 |                                 |                                 |                  |          |  |
| 时期                                   | 第一级别                        | 第二级别                        | 第三级别                        | 第四级别                        | 第五级别         | 第六级别 |  |
| 1891–1898                              | 甲级联赛                        |                                 |                                 |                                 |                  |          |  |
| 1899                                   | 甲级联赛                        | 乙级联赛                        |                                 |                                 |                  |          |  |
| 1900–1910                              | 甲级联赛                        | 乙级联赛                        | 丙级联赛                        |                                 |                  |          |  |
| 1911                                   | 甲级联赛                        | 中间联赛                        | 乙级联赛                        | 丙级联赛                        |                  |          |  |
| 1912–1914                              | 甲级联赛（AFA） 甲级联赛（FAF） | 中间联赛（AFA） 中间联赛（FAF） | 乙级联赛（AFA） 乙级联赛（FAF） | 丙级联赛（AFA） 丙级联赛（FAF） |                  |          |  |
| 1915–1918                              | 甲级联赛                        | 中间联赛                        | 乙级联赛                        | 丙级联赛                        |                  |          |  |
| 1919–1926                              | 甲级联赛（AFA）甲级联赛（AAmF） | 中间联赛（AFA）中间联赛（AAmF） | 乙级联赛（AFA）乙级联赛（AAmF） | 丙级联赛（AFA）丙级联赛（AAmF） |                  |          |  |
| 1927–1930                              | 甲级联赛                        | 乙级联赛                        | 中间联赛                        | 丙级联赛                        |                  |          |  |
| 1931–1932                              | 甲级联赛（LAF）                 | (no teams competing)            | （无参赛队伍）                  | （无参赛队伍）                  |                  |          |  |
| 1931–1932                              | 甲级联赛（AFA）                 | 乙级联赛（AFA）                 | 中间联赛（AFA）                 | 丙级联赛（AFA）                 |                  |          |  |
| 1933                                   | 甲级联赛（LAF）                 | （无参赛队伍）                  | （无参赛队伍）                  |                                 |                  |          |  |
| 1933                                   | 甲级联赛（AFA）                 | 乙级联赛（AFA）                 | 丙级联赛（AFA）                 |                                 |                  |          |  |
| 1934                                   | 甲级联赛（LAF）                 | 乙级联赛（LAF）                 | （无参赛队伍）                  |                                 |                  |          |  |
| 1934                                   | 甲级联赛（AFA）                 | 乙级联赛（AFA）                 | 丙级联赛（AFA）                 |                                 |                  |          |  |
| 1935–1948                              | 甲级联赛                        | 乙级联赛                        | 第三升级联赛                    |                                 |                  |          |  |
| 1949                                   | 甲级联赛                        | 阿根廷足球甲级B级联赛           | 第三升级联赛                    |                                 |                  |          |  |
| 1950–1961                              | 甲级联赛                        | 阿根廷足球甲级B级联赛           | 第二升级联赛                    | 第三升级联赛                    |                  |          |  |
| 1962–1966                              | 甲级联赛                        | 阿根廷足球甲级B级联赛           | 第二升级联赛                    | 业余甲级联赛                    |                  |          |  |
| 1967–1985                              | 甲级联赛 （大都会区/国家）      | 阿根廷足球甲级B级联赛           | 甲级C组联赛                     | 甲级D组联赛                     |                  |          |  |
| 1967–1985                              | 甲级联赛 （大都会区/国家）      | 区域锦标赛                      | 地区联赛                        |                                 |                  |          |  |
| 1985–1986                              | 甲级联赛                        | 阿根廷足球甲级B级联赛           | 甲级C组联赛                     | 甲级D组联赛                     |                  |          |  |
| 1985–1986                              | 甲级联赛                        | 区域锦标赛                      | 地区联赛                        |                                 |                  |          |  |
| 1986–1995                              | 甲级联赛                        | 国家B级锦标赛                   | 乙级联赛                        | 丙级联赛                        | 丁级联赛         |          |  |
| 1986–1995                              | 甲级联赛                        | 国家B级锦标赛                   | 内陆锦标赛                      | 地区联赛                        |                  |          |  |
| 1995–2005                              | 甲级联赛                        | 全国联赛                        | 乙级联赛                        | 丙级联赛                        | 丁级联赛         |          |  |
| 1995–2005                              | 甲级联赛                        | 全国联赛                        | 阿根廷甲级锦标赛                | 阿根廷乙级锦标赛                | 地区联赛         |          |  |
| 2005–2014                              | 甲级联赛                        | 全国联赛                        | 乙级联赛                        | 丙级联赛                        | 丁级联赛         |          |  |
| 2005–2014                              | 甲级联赛                        | 全国联赛                        | 阿根廷甲级锦标赛                | 阿根廷乙级锦标赛                | 阿根廷丙级锦标赛 | 地区联赛 |  |
| 2014                                   | 甲级联赛                        | 全国联赛                        | 乙级联赛联邦甲级锦标赛          | 丙级联赛                        | 丁级联赛         |          |  |
| 2014                                   | 甲级联赛                        | 全国联赛                        | 乙级联赛联邦甲级锦标赛          | 联邦乙级锦标赛                  | 阿根廷丙级锦标赛 | 地区联赛 |  |
| 2015–2017                              | 甲级联赛                        | 全国联赛                        | 乙级联赛联邦甲级锦标赛          | 丙级联赛                        | 丁级联赛         |          |  |
| 2015–2017                              | 甲级联赛                        | 全国联赛                        | 乙级联赛联邦甲级锦标赛          | 联邦乙级锦标赛                  | 联邦丙级锦标赛   | 地区联赛 |  |
| 2017–2018                              | 超级联赛                        | 全国联赛                        | 乙级联赛联邦甲级锦标赛          | 丙级联赛                        | 丁级联赛         |          |  |
| 2017–2018                              | 超级联赛                        | 全国联赛                        | 乙级联赛联邦甲级锦标赛          |                                 | 联邦丙级锦标赛   | 地区联赛 |  |
| 2018–2019                              | 超级联赛                        | 全国联赛                        | 乙级联赛联邦甲级锦标赛          | 丙级联赛 联邦业余地区锦标赛     | 丁级联赛地区联赛 |          |  |
| 2019–2020                              | 超级联赛                        | 全国联赛                        | 乙级联赛联邦甲级锦标赛          | 丙级联赛 联邦业余地区锦标赛     | 丁级联赛地区联赛 |          |  |
| 2021至今                               | 甲级联赛                        | 全国联赛                        | 乙级联赛联邦甲级锦标赛          | 丙级联赛 联邦业余地区锦标赛     | 丁级联赛地区联赛 |          |  |

### 其他锦标赛与杯赛
除了各级联赛和锦标赛之外，还存在各类官方锦标赛，其中最为重要的是已停办的国家锦标赛，因为其获奖者视同为甲级联赛冠军，尽管常规赛事是大都会区锦标赛。自1900年至今，还举行了一系列的杯赛，这类杯赛与官方赛事平行，并通常采取单败淘汰制。因此，这类杯赛被冠以淘汰赛（Concursos por Eliminación）的称呼。这类比赛由各自协会的俱乐部、其他国家联赛的俱乐部、甚至邀请乌拉圭球队。